# Appalachia arcana
Appalachia arcana är en insektsart som beskrevs av Theodore Huntington Hubbell och Cantrall 1938. Appalachia arcana ingår i släktet Appalachia och familjen gräshoppor. IUCN kategoriserar arten globalt som sårbar. Inga underarter finns listade i Catalogue of Life.